# Zyngoonops
Genre
Zyngoonops est un genre d'araignées aranéomorphes de la famille des Oonopidae.

## Distribution
Les espèces de ce genre se rencontrent en République démocratique du Congo et en République centrafricaine.

## Liste des espèces
Selon World Spider Catalog (version 15.0, 2014) :
- Zyngoonops beatriceae Fannes, 2013
- Zyngoonops chambersi Fannes, 2013
- Zyngoonops clandestinus Benoit, 1977
- Zyngoonops goedaerti Fannes, 2013
- Zyngoonops marki Fannes, 2013
- Zyngoonops moffetti Fannes, 2013
- Zyngoonops redii Fannes, 2013
- Zyngoonops rockoxi Fannes, 2013
- Zyngoonops swammerdami Fannes, 2013
- Zyngoonops walcotti Fannes, 2013

## Publication originale
- Benoit, 1977 : Oonopidae anophthalmes africains nouveaux avec une clé des genres (Araneae). Revue de Zoologie Africaine, vol. 91, p. 243-249.